# Vladimír Országh
Vladimír Országh (né le 24 mai 1977 à Banská Bystrica en Tchécoslovaquie) est un joueur professionnel slovaque de hockey sur glace devenu entraîneur. Il évoluait au poste d'attaquant.

## Biographie

### Carrière en club
En 1994, il joue son premier match dans le championnat de Slovaquie avec le MHC Martin. Formé au HC Banská Bystrica, il est choisi au cours du repêchage d'entrée dans la LNH 1995 par les Islanders de New York en cinquième ronde en 106e position. Un an plus tard, il débute alors dans la Ligue nationale de hockey. Il a porté les couleurs des Islanders, des Predators de Nashville et des Blues de Saint-Louis dans la LNH. Il a remporté l'Elitserien 2001 avec le Djurgårdens IF et la Coupe Continentale 2005 avec le HKm Zvolen. Il met un terme à sa carrière de joueur en 2010.

### Carrière internationale
Il représente l'équipe de Slovaquie au niveau international. Il a participé à plusieurs éditions du championnat du monde remportant l'or en 2002 et le bronze en 2003.

## Statistiques

### En club
| Saison     | Équipe                   | Ligue      |     | Saison régulière | Saison régulière | Saison régulière | Saison régulière | Saison régulière |    | Séries éliminatoires | Séries éliminatoires | Séries éliminatoires | Séries éliminatoires | Séries éliminatoires |
| Saison     | Équipe                   | Ligue      | PJ  | B                | A                | Pts              | Pun              | PJ               | B  | A                    | Pts                  | Pun                  |                      |                      |
| 1994-1995  | MHC Martin               | Extraliga  | 1   | 0                | 0                | 0                | 0                |                  |    |                      |                      |                      |                      |                      |
| 1994-1995  | HC Banská Bystrica       | 1.liga     | 38  | 18               | 12               | 30               |                  |                  |    |                      |                      |                      |                      |                      |
| 1995-1996  | HC Banská Bystrica       | Extraliga  | 31  | 9                | 5                | 14               | 22               |                  |    |                      |                      |                      |                      |                      |
| 1996-1997  | Grizzlies de l'Utah      | LIH        | 68  | 12               | 15               | 27               | 30               | 3                | 0  | 1                    | 1                    | 4                    |                      |                      |
| 1997-1998  | Islanders de New York    | LNH        | 11  | 0                | 1                | 1                | 2                | --               | -- | --                   | --                   | --                   |                      |                      |
| 1997-1998  | Grizzlies de l'Utah      | LIH        | 62  | 13               | 10               | 23               | 60               | 4                | 2  | 0                    | 2                    | 0                    |                      |                      |
| 1998-1999  | Lock Monsters de Lowell  | LAH        | 68  | 18               | 23               | 41               | 57               | 3                | 2  | 2                    | 4                    | 2                    |                      |                      |
| 1998-1999  | Islanders de New York    | LNH        | 12  | 1                | 0                | 1                | 6                | --               | -- | --                   | --                   | --                   |                      |                      |
| 1999-2000  | Islanders de New York    | LNH        | 11  | 2                | 1                | 3                | 4                | --               | -- | --                   | --                   | --                   |                      |                      |
| 1999-2000  | Lock Monsters de Lowell  | LAH        | 55  | 8                | 12               | 20               | 22               | 7                | 3  | 3                    | 6                    | 2                    |                      |                      |
| 2000-2001  | Djurgardens IF Stockholm | Elitserien | 50  | 23               | 13               | 36               | 62               | 16               | 7  | 3                    | 10                   | 20                   |                      |                      |
| 2001-2002  | Predators de Nashville   | LNH        | 79  | 15               | 21               | 36               | 56               | --               | -- | --                   | --                   | --                   |                      |                      |
| 2002-2003  | Predators de Nashville   | LNH        | 78  | 16               | 16               | 32               | 38               | --               | -- | --                   | --                   | --                   |                      |                      |
| 2003-2004  | Predators de Nashville   | LNH        | 82  | 16               | 21               | 37               | 74               | 6                | 2  | 0                    | 2                    | 4                    |                      |                      |
| 2004-2005  | HKm Zvolen               | Extraliga  | 37  | 16               | 14               | 30               | 50               |                  |    |                      |                      |                      |                      |                      |
| 2005-2006  | Luleå HF                 | Elitserien | 19  | 8                | 5                | 13               | 42               | --               | -- | --                   | --                   | --                   |                      |                      |
| 2005-2006  | Blues de Saint-Louis     | LNH        | 16  | 4                | 5                | 9                | 14               | --               | -- | --                   | --                   | --                   |                      |                      |
| 2007-2008  | HC Banská Bystrica       | 1.liga     | 1   | 0                | 1                | 1                | 0                |                  |    |                      |                      |                      |                      |                      |
| 2009-2010  | HC Banská Bystrica       | Extraliga  | 14  | 1                | 2                | 3                | 6                |                  |    |                      |                      |                      |                      |                      |
| Totaux LNH | Totaux LNH               | Totaux LNH | 289 | 54               | 65               | 119              | 194              | 6                | 2  | 0                    | 2                    | 4                    |                      |                      |